# Erhard Fietz

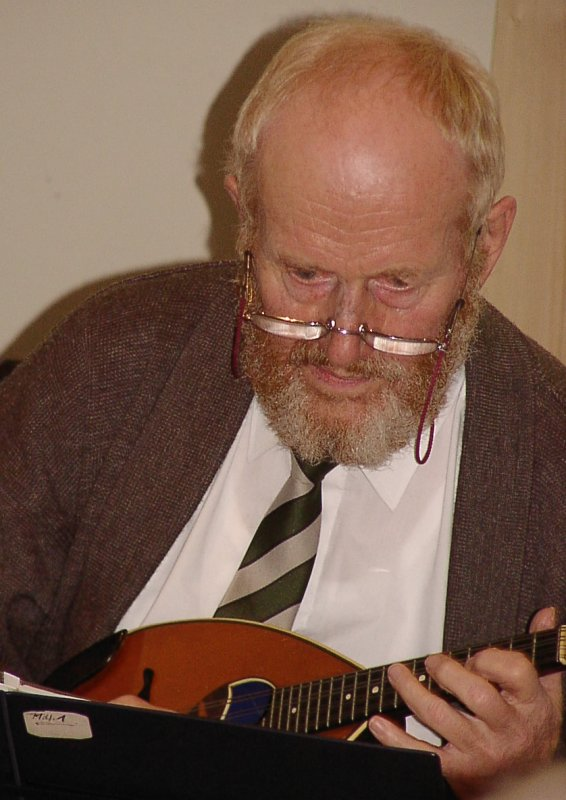
Erhard Fietz

Erhard Fietz (* 23. Juli 1934 in Markneukirchen; † 30. April 2007 in Zwickau) war ein deutscher Lehrer, Musiker, Dirigent, Komponist und Sammler vogtländischer Melodien.

## Leben
Mit 9 Jahren lernte er Geige, später Mandoline und Gitarre spielen. Ab 1943 spielte er im Markneukirchener Mandolinenclub „Harmonie“ unter Leitung von Herold Pöhland und fand dadurch Zugang zu Werken der modernen Zupfmusik von Konrad Wölki, Hermann Ambrosius und Kurt Schwaen. 
Er absolvierte die Instrumentenbauschule Markneukirchen und arbeitete in der Werkstatt seines Vaters Horst Fietz. 1952 schloss er die Lehre als Gitarrenbauer ab. Er studierte an der Hochschule für Musik Weimar bei Erich Repke (Mandoline), Walter Socha (Gitarre) und Werner Hübschmann (Musiktheorie/Tonsatz). 
Von 1958 an war er Lehrer für Mandoline, später auch Klarinette, und Musiktheorie am Robert-Schumann-Konservatorium Zwickau und leitete 40 Jahre lang das Zupforchester des Instituts. Mit seinem Zupfquartett wirkte er beim Leipziger Rundfunk für die neue Zupfmusik und die traditionelle vogtländische Volksmusik und wurde auch für solistische Aufgaben verpflichtet. 
Fietz war mit dem Bund Deutscher Zupfmusiker (BDZ) eng verbunden, 1991–2003 als Präsident, seit 2003 als Ehrenpräsident des BDZ Sachsen und wurde 1998 mit der Verdienstmedaille des BDZ in Gold geehrt. 1993 war er Gründungsmitglied/-vorstand des Landesjugendzupforchesters Sachsen und wurde später zu dessen langjährigem Weggefährten. 
Zahlreiche Kompositionen, Publikationen und Jurytätigkeiten begründen sein vielseitiges musikalisches Schaffen. Zuletzt widmete er sich dem Werk des Markneukirchener Mundart-Chronisten Johann Heinrich Gläsel. Die Zupfinstrumentenmacherwerkstatt seines Vaters Horst Fietz ist seit 2006 im Gerber-Hans-Haus (zum Musikinstrumenten-Museum gehörig) in Markneukirchen zu besichtigen.

## Werke

### Für Zupforchester bzw. -ensemble
- Pfeifen schnitzen (2003)
- Vogtländische Skizze (1968)
- Bauhäusler-Studien (erschienen im Verlag Vogt & Fritz, Schweinfurt)
- Mandolinenkonzert (2000) - Fassung für Mandoline und Zupforchester (erschienen im EBERT MUSIK VERLAG, Leipzig, 2008)

### Für Mandoline solo bzw. Kammermusik mit Mandoline
- Auf der Landstraße : Spielmusik (1989) in: Drei Kompositionen für Mandoline allein, Ebert Musik Verlag, Leipzig 2016
- Der einsame Franz : Studie (1997) in: Drei Kompositionen für Mandoline allein, Ebert Musik Verlag, Leipzig 2016
- Ostkreuz für eine Sing- und Sprechstimme, Mandoline und Violoncello zu Texten des Komponisten, Ebert Musik Verlag, Leipzig 2011
- Albumblätter für J. G. (2002) (in: Drei Kompositionen für Mandoline allein, erschienen im Ebert Musik Verlag, Leipzig, 2016)
- Bicinien für Oboe und Mandoline (1990). Ebert Musik Verlag, Leipzig 2008
- Partita KHJ für Klarinette und Mandoline (1989). Ebert Musik Verlag, Leipzig 2010
- Spiel-Gaben-Spiel, für Blockflöte und Mandoline. Ebert Musik Verlag, Leipzig 2011
- Begegnungen für Mandoline und Akkordeon (1995). Ebert Musik Verlag, Leipzig  2016
- Konzertantes Duo, für Mandoline und Gitarre
- Johannes-Variationen: für Mandoline und Gitarre (1998). Ebert Musik Verlag, Leipzig , 2011
- Konzert für Mandoline und Streicher
  - Originalfassung. Ebert Musik Verlag, Leipzig 2008
  - Fassung für Mandoline und Zupforchester. Ebert Musik Verlag, Leipzig 2008
- Ein Ost - West - Stück für Chor und Zupforchester mit Schlagzeug ; Text: Erhard Fietz (1992). Ebert Musik Verlag, Leipzig, 2024

### Vokalmusik
- Meister Philipp (res et verba): Worte für gemischten Chor  - nach Luther und Melanchthon - (1996). Ebert Musik Verlag, Leipzig 2010
- Bonhoeffer-Worte für Singstimme und zwei Gitarren (1986). Ebert Musik Verlag, Leipzig  2014
- Philippus und der Äthiopier für Gesang und zwei Gitarren (1985). Ebert Musik Verlag, Leipzig 2014
- Neikirnger Sprüch für Sprech-/Singstimme, Mandoline und Gitarre (2003) Ebert Musik Verlag, Leipzig 2020

### Musik für Puppentheater
- Vater und Sohn, Musik zu einem Puppenspiel nach e.o.plauen (Erich Ohser)

### Musik für Holzbläser
- Trio für Holzbläser - Flöte, Klarinette, Fagott - (1996)
  - Originalfassung. Ebert Musik Verlag, Leipzig 2007
  - Fassung für zwei Klarinetten und Bassklarinette. Ebert Musik Verlag, Leipzig 2007
  - Capriccio für Fagott und Klavier. Ebert Musik Verlag, Leipzig 2007

### Weitere
- Sonatine (quasi fantasia) in einem Satz (1997). Ebert Musik Verlag, Leipzig 2010
- Triptychon für Harfe solo (2001). Ebert Musik Verlag, Leipzig 2008
- Bürger Jourdin: Szenen zu Molière für Jazzband (1985) - Konzertante Fassung für Flöte, Mandoline, Gitarre, Sing- u. Sprechstimme, Schlagwerk (1993)

## Ehrungen
- Johann Walter Plakette des Sächsischen Musikrates 2006
- Verdienstmedaille in Gold des Bundes Deutscher Zupfmusiker BDZ
- Eintrag im Ehrenbuch der Stadt Zwickau